# Bahnstrecke Koblenz–Stein-Säckingen
| Streckennummer (BAV): | 701 (Koblenz–Stein-Säckingen Ost) |                           |                           |
| Streckenlänge: | 26,07 km                          |                           |                           |
| Spurweite: | 1435 mm (Normalspur)              |                           |                           |
| Stromsystem: | 15 kV 16,7 Hz ~                   |                           |                           |
| Maximale Neigung: | 9 ‰                               |                           |                           |
| |                                   |                           |                           |
| \| \| \| von Winterthur \| \| \| \| \| von Waldshut \| \| \| \| 48,38 \| Koblenz \| 320,3 m \| \| \| \| nach Turgi \| \| \| \| \| Binnenkanal \| \| \| \| \| Aare (236 m) \| \| \| \| 50,02 \| Felsenau AG \| 320,4 m \| \| \| 51,88 \| Anschluss Full \| 315,9 m \| \| \| 55,27 \| Leibstadt \| 312,8 m \| \| \| 57,27 \| Schwaderloch \| 310,4 m \| \| \| 60,94 \| Etzgen \| 310,4 m \| \| \| \| Etzgerbach \| \| \| \| 63,11 \| Sulz \| 307,3 m \| \| \| \| Sulzerbach \| \| \| \| 65,51 \| Laufenburg \| 317,8 m \| \| \| \| Kaisterbach \| \| \| \| 71,00 \| Sisseln \| 305,6 m \| \| \| \| Sissle \| \| \| \| 72,73 \| Anschluss Sisseln \| Anschluss Sisseln \| \| \| \| Bözbergstrecke von Zürich \| \| \| \| 74,45 \| Stein-Säckingen \| 310,9 m \| \| \| \| Bözbergstrecke nach Basel \| \| |                                   |                           |                           |
| Strecke |                                   | von Winterthur            | von Winterthur            |
| Abzweig geradeaus und von links |                                   | von Waldshut              | von Waldshut              |
| Bahnhof | 48,38                             | Koblenz                   | 320,3 m                   |
| Abzweig geradeaus und nach links |                                   | nach Turgi                | nach Turgi                |
| Brücke über Wasserlauf |                                   | Binnenkanal               | Binnenkanal               |
| Brücke über Wasserlauf |                                   | Aare (236 m)              | Aare (236 m)              |
| ehemaliger Bahnhof | 50,02                             | Felsenau AG               | 320,4 m                   |
| Abzweig geradeaus und von rechts | 51,88                             | Anschluss Full            | 315,9 m                   |
| Dienststation / Betriebs- oder Güterbahnhof | 55,27                             | Leibstadt                 | 312,8 m                   |
| ehemaliger Bahnhof | 57,27                             | Schwaderloch              | 310,4 m                   |
| ehemaliger Bahnhof | 60,94                             | Etzgen                    | 310,4 m                   |
| Brücke über Wasserlauf |                                   | Etzgerbach                | Etzgerbach                |
| ehemaliger Bahnhof | 63,11                             | Sulz                      | 307,3 m                   |
| Brücke über Wasserlauf |                                   | Sulzerbach                | Sulzerbach                |
| Bahnhof | 65,51                             | Laufenburg                | 317,8 m                   |
| Brücke über Wasserlauf |                                   | Kaisterbach               | Kaisterbach               |
| Dienststation / Betriebs- oder Güterbahnhof | 71,00                             | Sisseln                   | 305,6 m                   |
| Brücke über Wasserlauf |                                   | Sissle                    | Sissle                    |
| Abzweig geradeaus und von rechts | 72,73                             | Anschluss Sisseln         | Anschluss Sisseln         |
| Abzweig geradeaus und von links |                                   | Bözbergstrecke von Zürich | Bözbergstrecke von Zürich |
| Bahnhof | 74,45                             | Stein-Säckingen           | 310,9 m                   |
| Strecke |                                   | Bözbergstrecke nach Basel | Bözbergstrecke nach Basel |

Die Bahnstrecke Koblenz–Stein-Säckingen führt in der Schweiz am Südufer des Hochrheins entlang. Sie verbindet den Bahnhof Stein-Säckingen mit dem Bahnhof Koblenz und wurde am 1. August 1892 eröffnet. Die gänzlich im Kanton Aargau gelegene Strecke ist Teil der kürzesten Verbindung zwischen Winterthur und Basel.

## Geschichte
Erbaut wurde die Strecke von der Bötzbergbahn, einer gemeinsamen Tochtergesellschaft der Schweizerischen Centralbahn (SCB) und der Schweizerischen Nordostbahn (NOB). Die Projektierung erfolgte durch den Bündner Bauingenieur Peter Otto Saluz. Die östliche Fortsetzung der Strecke ist die am 1. August 1876 eröffnete Linie Winterthur–Koblenz der NOB. Sie wurde gebaut, um eine Konkurrenzlinie entlang des Rheins zu vermeiden, da der Hauptverkehr weiterhin über die Bözberglinie und nicht über diese Strecke abgewickelt werden sollte. Für den Gütertarif musste jedoch nicht die tatsächlich befahrene Strecke berücksichtigt werden, sondern diese kürzere Strecke berücksichtigt werden, die bis heute eine Nebenlinie geblieben ist. Während des Zweiten Weltkrieges wurde sie notdürftig elektrifiziert, wovon die teilweise noch vorhandenen Schleuderbetonmasten zeugen. Der elektrische Betrieb mit 15'000 Volt 16,7 Hz konnte am 17. Dezember 1944 aufgenommen werden. Der Personenverkehr zwischen Laufenburg und Koblenz wurde 1994 eingestellt. Die Strecke ist nach wie vor uneingeschränkt befahrbar. Regelmässig verkehren Güterzüge, vor allem Containerzüge nach Rekingen und Treibstoffzüge nach Glattbrugg, von wo aus das Tanklager des Flughafens Zürich bedient wird.

## Streckenverlauf und Kunstbauten

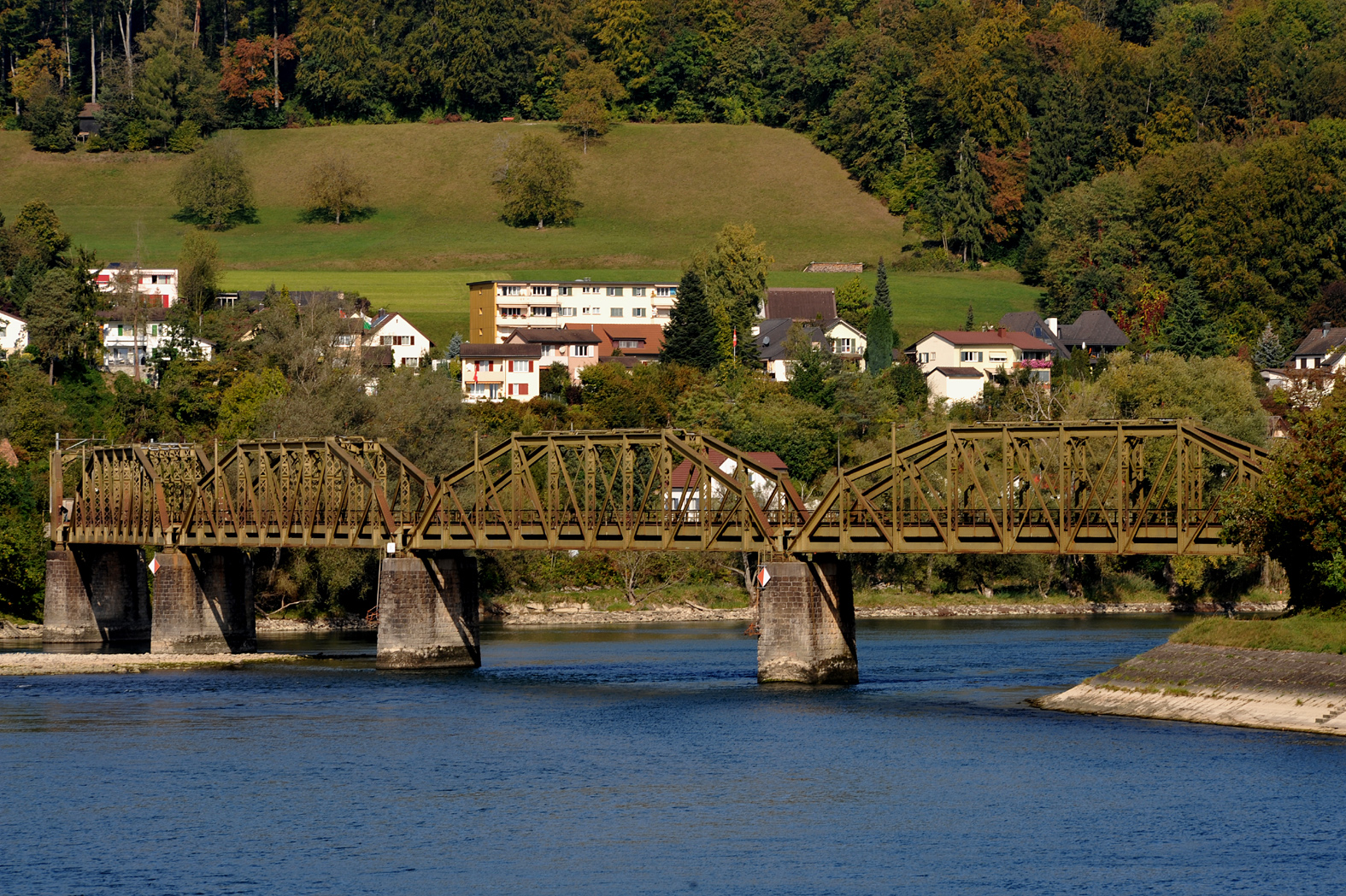
Die Aarebrücke bei Koblenz

Die Bahnstrecke folgt weitgehend dem Südufer des Hochrheins. Sie schlängelt sich insbesondere zwischen Laufenburg und Full, mit wenig Steigung und Gefälle, am südlichen Talrand entlang. Dadurch konnten grössere Kunstbauten vermieden werden.
Einzig zum Überqueren der Aare bei Koblenz musste eine 236 Meter lange Brücke erbaut werden. Die Stahl-Fachwerk-Brücke macht einen Bogen und hat fünf Joche mit einer Stützweite von bis zu 47,83 Metern.

## Betrieb
Betriebstechnisch gibt es an der Strecke heute nur noch die Bahnhöfe Stein-Säckingen, Sisseln, Laufenburg und Koblenz. Die einstmals zwischen Koblenz und Laufenburg befindlichen Bahnhöfe Felsenau, Full und Leibstadt sind zu Anschlussgleisen umgebaut worden. De facto ist die ca. 16 km lange Strecke zwischen Laufenburg und Koblenz einer der längsten Blockabschnitte im Netz der SBB.
Zwischen 1962 und 1967 befuhr der RABDe 8/16 (Tatzelwurm) als Schnellzug Basel–Winterthur diese Strecke. Der S-Bahn-Verkehr zwischen Laufenburg und Koblenz wurde 1994 eingestellt. Eine vom VCS im Jahre 2009 angeregte Reaktivierung des Personenverkehrs in diesem Abschnitt wurde verworfen und wäre ohne grössere Umbauten im Bahnhof Laufenburg auch nicht mehr möglich.
Zwischen Laufenburg und Stein-Säckingen verkehrt heute stündlich ein Zugpaar der S1 der S-Bahn Basel. Dies ist die einzige fahrplanmässige Personenzugsverbindung auf dieser Strecke. Die Züge halten jedoch nicht mehr in Sisseln. Der Personenverkehr zwischen Laufenburg und Koblenz wird mit einer stündlichen Busverbindung gewährleistet.
Die Strecke wird werktags von mehreren Ganzgüterzügen befahren, darunter die internationalen Güterzüge für das Containerterminal in Rekingen und etliche Brenn- und Treibstoffzüge (Hauptdestination Glattbrugg). Die Bahnhöfe Sisseln und Laufenburg sind Bedienpunkte im Grundnetz des nationalen Güterverkehrs.
Die früheren Bahnhöfe Felsenau, Full und Leibstadt sind zwar noch bedingt für den Güterverkehr geöffnet (Kundenlösung, Einschränkungen für Neuverkehr), werden aber nur bei Bedarf angefahren. Insbesondere im Herbst finden jedoch viele Abfuhren wegen der Zuckerrübenernte statt.
Betriebstechnisch sind Felsenau, Full und Leibstadt keine Bahnhöfe mehr, sondern gelten als Anschlussgleis auf der Strecke. Aus diesem Grunde sind Zu- und Abfuhren nur noch als Rangierfahrt auf die Strecke möglich (Abfahrt in Laufenburg bzw. Koblenz auf die dafür per Zustellbetrieb gesicherte Strecke bei Halt zeigendem Hauptsignal). Die in die Anschlussgleise zu stellenden Weichen können nur vor Ort gestellt werden, was wiederum auch nur durch Verwendung eines Schlüssels möglich ist. So ist es auch möglich, dass die Rangierer sich mit den Schienenfahrzeugen im Anschlussgleis "einschliessen" können, um so die Strecke für den Zugsverkehr wieder freizugeben.